# 那劳镇
那劳乡，是中华人民共和国广西壮族自治区百色市西林县下辖的一个乡镇级行政单位。

## 行政区划
那劳乡下辖以下地区：
那劳村、那宾村、洞坚村、斗皇村、新寨村和顶蚌村。